# Kariogram
Kariogram je prikaz kromosoma neke vrste poredanih prema veličini i položaju centromera.
Kariotip ne valja miješati s pojmom kariogram, koji je kromosomska slika jedne stanice odnosno stanične linije. Kariotip i kariogram ne moraju se uvijek podudarati, za razliku od mozaičnih kariotipova koji uvijek odgovaraju jedan drugomu. Dva ili više kariograma čine kariotip.